# Un jour sur Terre
Pour plus de détails, voir Fiche technique et Distribution.
Un jour sur Terre, est un film documentaire réalisé et écrit par Alastair Fothergill et Mark Linfield sorti en salles européennes en 2007 et en salles nord-américaines en 2009.

## Synopsis
Ce film documentaire montre plusieurs paysages à travers les océans, grâce à des techniques modernes pour des prises de vues spectaculaires. La nature est imprévisible. Il a donc fallu environ 5 ans pour tourner ce film (sans compter la série).

## Fiche technique
- Titre français : Un jour sur Terre
- Réalisation et scénario : Alastair Fothergill et Mark Linfield
- Musique : George Fenton
- Photographie : Richard Brooks Burton et Andrew Shillabeer
- Production : Sophokles Tasioulis et Alix Tidmarsh
- Sociétés de distribution : Gaumont (France)
- Montage : Martin Elsbury
- Budget : 47 000 000 $ pour la série de 11 épisodes ainsi que le film
- Langue originale : Français
- Format : couleur - 1.85:1 - Dolby Digital - 35 mm
- Genre : film documentaire
- Durée : 96 minutes
- Date de sortie :
  - France : 10 octobre 2007

## Distribution
- Narrateur :
  - Anggun pour la version française

## Autour du film
Le film a demandé cinq ans de tournage.
- Le 22 avril 2009, à l'occasion du Jour de la Terre et de la sortie du film, Disney annonce la plantation de plus de 500 000 arbres dans des zones menacées dont la forêt amazonienne[1]
- Le 29 avril 2009, grâce au succès du film, le studio Disney révise le nombre d'arbres qu'il va planter à 2,7 millions, un par spectateur[2]
- On peut apercevoir les chutes d'Iguaçu à la 59e minute du film.

## Distinction
- 2008 : Goldene Leinwand[3]